# 1164 en santé et médecine
| Années de la santé et de la médecine : 1161 - 1162 - 1163 - 1164 - 1165 - 1166 - 1167    |
| Décennies de la santé et de la médecine : 1130 - 1140 - 1150 - 1160 - 1170 - 1180 - 1190 |

Cet article présente les faits marquants de l'année 1164 en santé et médecine.

## Fondations
- Fondation de l'hôpital-hospice de Sézanne par Henri Ier, comte de Champagne[1].
- Fondation à Soutra (en) en Écosse, par le roi Malcolm IV, d'un hôpital destiné au repos des pèlerins et placé sous l'invocation de la Sainte Trinité (House of the Holy Trinity[2]).
- Manasser Biset (en), intendant du roi Henri II, fonde un hôpital pour lépreuses à un mille au nord du village de Bradley (en) dans le Sud-Ouest du Wiltshire, en Angleterre[3].
- Vers 1164 : fondation d'une léproserie à Maldon, dans le comté d'Essex en Angleterre, par le roi Henri II[4].

## Événements
- À Thanington, paroisse de Cantorbéry dans le Kent en Angleterre, le pape Alexandre III interdit aux directeurs de l'hôpital St. James d'admettre des femmes qui ne seraient pas atteintes de la lèpre[5].
- Deux plaignants sont fondés à réclamer des dommages et intérêts pour faute professionnelle, à un médecin qu'ils accusent de s'être servi de médicaments frelatés (« unwholesome medicine »), ce qui constitue l'un des premiers cas connus, en Angleterre, de cette sorte de jugement[6].

## Personnalités
- Fl. Guillaume, médecin nommé dans une charte de confirmation des biens de l'abbaye de Balances par Jean Ier, comte de Ponthieu[7].
- Vers 1164 : fl. Jean Bourgouin, mire établi à Tours, près de l'église Sainte-Croix[7].

## Décès
- Hébat-Allah (né à une date inconnue), médecin juif converti à l'islam, au service d'Al-Mustanjid, calife de Bagdad, et auteur de divers ouvrages[8] dont peut-être l'Acrabadin, recueil de médicaments composés[9].